# Justine Zulu
Justine Zulu (Lusaka, 11 agosto 1989) è un ex calciatore zambiano, di ruolo centrocampista.

## Palmarès

### Club

#### Competizioni nazionali
- Campionato zambiano: 2

ZESCO United: 2014, 2015
- Campionato tanzaniano: 1

Young Africans: 2016-2017